# Cornelius Piong
Cornelius Piong (* 1. Juli 1949 in Bundu, Malaysia) ist ein malaysischer Geistlicher und Bischof von Keningau.

## Leben
Cornelius Piong empfing am 27. März 1977 das Sakrament der Priesterweihe und wurde in den Klerus des Bistums Kota Kinabalu inkardiniert. 
Am 17. Dezember 1992 ernannte ihn Papst Johannes Paul II. zum Bischof von Keningau. Der Erzbischof von Kuching, Peter Chung Hoan Ting, spendete ihm am 6. Mai 1993 die Bischofsweihe; Mitkonsekratoren waren der Erzbischof von Kuala Lumpur, Anthony Soter Fernandez, und der Bischof von Kota Kinabalu, John Lee Hiong Fun-Yit Yaw.